# Tokio Marine Holdings
Tokio Marine Holdings (株式会社東京海上ホールディングス, Kabushiki-gaisha Tōkyō Kaijō Hōrudingusu, TSE : 8766) est une compagnie d'assurances multinationale japonaise. Siégeant à Tokyo, elle est la première compagnie d'assurances au Japon en termes de revenu. Elle emploie 39 000 personnes dans 38 pays.
Tokio Marine possède plusieurs entreprises qui forment le Tokio Marine Group. Le groupe appartient à Mitsubishi.

## Historique
Tokio Marine est fondée en 1879. Il s'agit de la plus vieille compagnie d'assurance du Japon. Une holding est créée en 2002 et devient la compagnie mère de Tokio Marine Insurance et de Nichido Fire Insurance. En 2008, les deux entités sont fusionnées et deviennent Tokio Marine Holdings.
En mars 2008, elle acquiert l'entreprise londonienne Kiln pour 442 millions de livres. Le 1er juillet 2008, l'entreprise est rebaptisée Tokio Marine Holdings. En juillet 2008, Tokio Marine acquiert Philadelphia Consolidated pour 4,7 milliards de dollars.
En décembre 2011, Tokio Marine annonce son souhait d'acquérir l'entreprise américaine Delphi Financial pour 2,7 milliards de dollars.
En juin 2015, Tokio Marine annonce l'acquisition de la compagnie d'assurance américaine HCC Insurance Holdings pour 7,5 milliards de dollars. L'année suivante, Tokio Marine est la première compagnie d'assurance du Japon en revenu. Elle fait à ce titre partie du Core 30 du TOPIX, c'est-à-dire une des trente plus grandes entreprises japonaises.
En octobre 2019, Tokio Marine annonce l'acquisition de Pure Group pour 3,1 milliards de dollars.
Satoru Komiya devient PDG de l'entreprise en juin 2019.
Le siège social de Tokio Marine Holdings se trouve à Chiyoda, à Tokyo. Un nouveau siège social, imaginé par Renzo Piano, ouvrira ses portes en 2028.

## Propriétés
Entreprises japonaises d'assurance générale
- Tokio Marine & Nichido Fire Insurance Co.
- Nisshin Fire & Marine Co.
- E.design Insurance
- Tokio Marine Millea SAST

Entreprises japonaises d'assurance-vie
- Tokio Marine & Nichido Life Insurance Co.
- Tokio Marine & Nichido Financial Life Insurance Co.

Entreprises internationales d'assurance
- Tokio Marine HCC
- Philadelphia Insurance Companies
- Tokio Marine Asia - Regional HQ for Asia Pacific
- First Insurance Company of Hawaii, Ltd.
- Tokio Marine Kiln Group
- Delphi Financial Group
- Tokio Marine America
- Safety National

Autres entreprises non liées aux assurances
- Tokio Marine Asset Management
- Tokio Marine Technologies
- Tokio Marine & Nichido Career Service Co.
- Millea Real-Estate-Risk Management
- Tokio Marine & Nichido Facilities
- Millea Mondial
- Tokio Marine Nichido Samuel